# دينيسي درايسديل
دينيسي درايسديل (بالإنجليزية: Denise Drysdale)‏ هي مغنية وممثلة أسترالية، ولدت في 5 ديسمبر 1948 في ملبورن في أستراليا.

## وصلات خارجية
- دينيسي درايسديل على موقع IMDb (الإنجليزية)
- دينيسي درايسديل على موقع ميوزك برينز (الإنجليزية)
- دينيسي درايسديل على موقع ديسكوغز (الإنجليزية)
- دينيسي درايسديل على موقع قاعدة بيانات الفيلم (الإنجليزية)